# لاسبک
لاسبک (به آلمانی: Lasbek) یک شهر در آلمان است که در Stormarn واقع شده‌است. لاسبک  ۱٬۱۹۷ نفر جمعیت دارد.